# 大日本帝国憲法第23条
大日本帝国憲法第23条（だいにほん/だいにっぽん ていこくけんぽう だい23じょう）は、大日本帝国憲法第2章にある、臣民権利義務の役割についての規定である。

## 現代風の表記
日本臣民は、法律に依らずに、逮捕、監禁、審問、処罰を受けない。